# Булыгин, Анатолий Николаевич
Анато́лий Никола́евич Булы́гин (14 марта 1934, Брест-над-Бугом, Полесское воеводство — 18 мая 2002, Краснодар) — советский футболист, полузащитник.

## Карьера
Воспитанник брестского футбола, играл за юношескую сборную Белорусской ССР. В 1955 году в составе минского «Спартака» сыграл 2 матча в высшей лиге СССР.
С 1956 по 1961 год выступал за «Кубань» (называвшуюся в те годы в том числе «Нефтяником» и «Спартаком»), провёл за это время около 100 встреч, в которых забил 8 голов.

## После карьеры
После завершения карьеры игрока работал тренером кубанских команд в классе «Б», а также судил игры второй лиги СССР.